# Поющие сердца
«Пою́щие сердца́» — советский вокально-инструментальный ансамбль (ВИА) под управлением Виктора Векштейна.

## История
Вокально-инструментальный ансамбль «Поющие сердца» был образован в 1971 году в городе Москве. Художественным руководителем и создателем коллектива являлся известный музыкант и композитор Виктор Яковлевич Векштейн.
ВИА «Поющие сердца» был популярен в Советском Союзе в 1970—1980 годах. В 1973 году ВИА стал лауреатом Всероссийского, а в 1974 году — Всесоюзного конкурсов артистов эстрады. Самыми успешными синглами тех лет были композиции «Кто тебе сказал?», которую исполнил Игорь Офицеров, и «Бабье лето». Хиты коллектива можно было услышать и в кино: в 1975 году на экраны вышла музыкальная комедия «Ар-хи-ме-ды!», композицию к которой — «Мы найдем слова такие нежные» — спели «Поющие сердца».
Покинув дебютный ансамбль, Игорь Офицеров перешел в ВИА «Голубые гитары», где заменил Вячеслава Малежика в популярном мюзикле о «Красной Шапочке и Сером Волке». Отработав с постановкой несколько сезонов, Офицеров вернулся в предыдущий коллектив и позже назвал это ошибкой: ансамбль распадался, а отношения между бывшими коллегами накалились. На прощание Офицеров и Векштейн рассорились и прекратили общение на несколько лет.
С 1984 года ВИА «Поющие сердца» работает в двух направлениях: классический эстрадный стиль со своей давней солисткой Антониной Жмаковой и стиль хард-энд-хэви с новыми молодыми музыкантами. Концерты проходят в двух отделениях с разными музыкальными жанрами, но с теми же аккомпанирующими музыкантами. Очерёдность отделений всё время менялась. 
В 1985 году несколько музыкантов ВИА «Поющие сердца» создали группу «Ария», ставшую впоследствии самой известной советской и российской хеви-метал-группой. Примерно тогда же другие, игравшие в группе исполнители (Виталий Барышников, Виктор Харакидзян, Александр Ольцман), создали инструментальную джаз-рок-группу «Эрмитаж» под руководством клавишника Виталия Барышникова, исполнявшую его авторские инструментальные композиции и классическую музыку в джаз-роковой обработке.